# Siniša Tubić
Siniša Tubić (ur. 25 lutego 1960 w Sarajewie) – bośniacki bobsleista, reprezentant Jugosławii, uczestnik igrzysk olimpijskich.
Tubić reprezentował Jugosławię na Zimowych Igrzyskach Olimpijskich 1984, odbywających się w jego rodzinnym Sarajewie. W dwójce wraz ze Zdravko Stojniciem uzyskał czas 3:34,13 i zajął 22. miejsce na 28 bobów. W czwórce startował wraz ze swoim parterem z poprzedniej konkurencji oraz z Mario Franjiciem i Nikola Koricą. Pierwszy Jugosłowiański bob z czasem 3:26,48 zajął 19. miejsce pośród 24 ekip.